# Professionalny sojus chudoschnikow Rossii
Der Professionalny sojus chudoschnikow Rossii (russisch Профессиональный союз художников России ‚Berufsverband der Künstler Russlands‘; englisch Artists Trade Union of Russia) ist eine gesamtrussische Gewerkschaft von Künstlern (Malern, Grafikern, Bildhauern, Meister der dekorativen und angewandten Kunst usw.), Kunsthistorikern, Museums- und Galeriearbeitern etc.
Die Gewerkschaft der Künstler Russlands wurde 1999 registriert. Ihr Hauptzweck ist der Schutz des Urheberrechts.

## Organisation
Die Gewerkschaft der Künstler Russlands ist in 55 Regionen Russlands und in 9 fremden Ländern tätig. Sie vereint mehr als 5300 Künstler und andere Kunstschaffende. Sie besteht aus 11 Profilbereichen, Ausstellungskomitees und -organisationen, einem PR-Service, einem Rechtsdienst, dem Schutzdienst des historisch-kulturellen und architektonischen Erbes, einem Produktionszentrum sowie anderen Dienstleistungen, Organisationen und Interessengruppen.
Der Hauptvorsitzender der Künstlergewerkschaft Russlands ist Sergey Zagraevsky, Maler, Kunstkritiker, die Russische Akademie der Künste hat ihn als Mitglied und er ist Kunstkritiker der Russischen Akademie und „Honored culture worker of Russian Federation“ (d. h. „Verdienter Kulturarbeiter der Russischen Föderation“). Der Hauptvorsitzender der Künstlergewerkschaft Russlands (seit 2020) – Prof. Dr. Nikolai Sednin ist Ehrenpräsident der Internationalen Akademie für zeitgenössische Kunst.

## Hauptprojekte

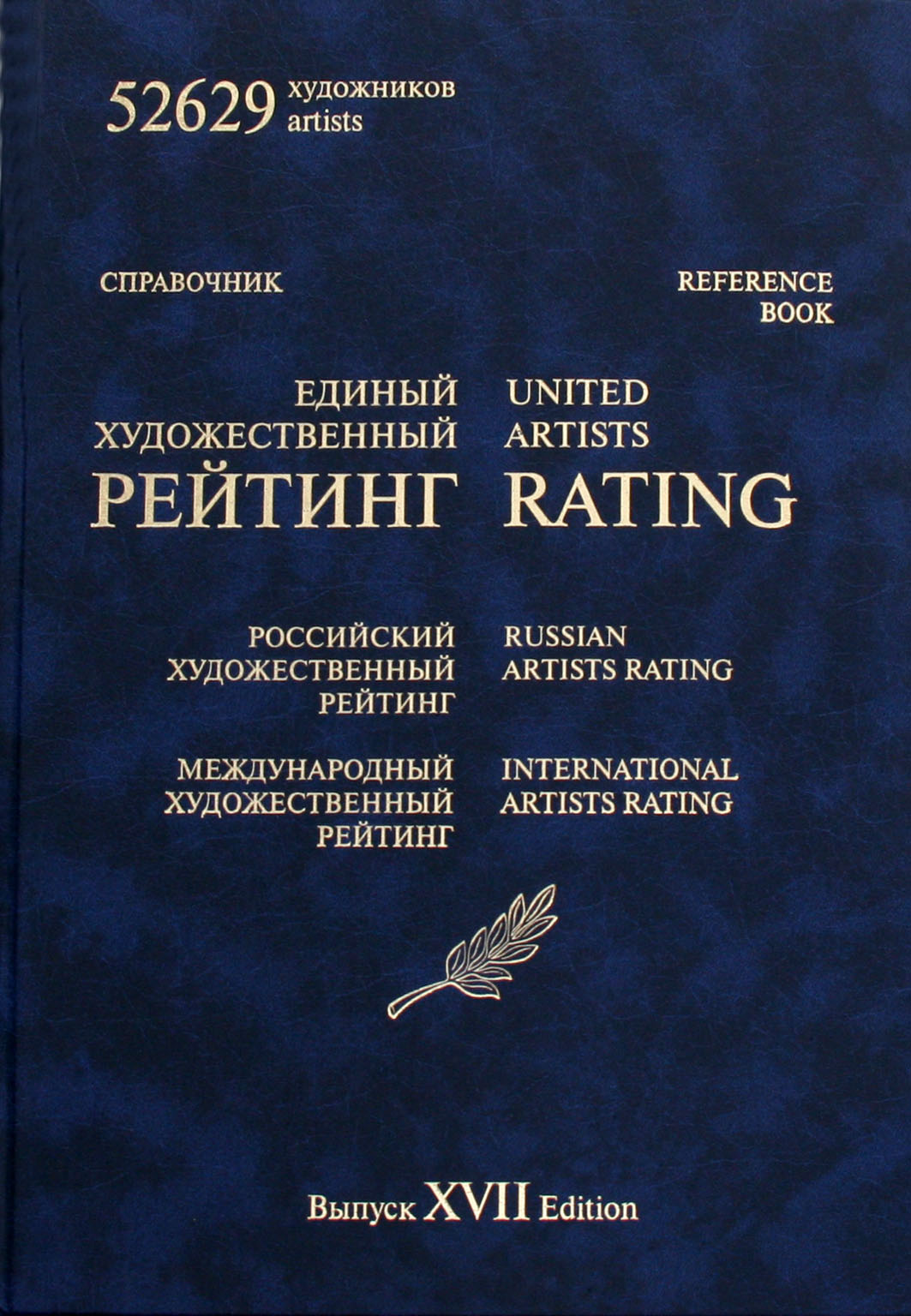
United Art Rating. 17. Ausgabe.

- Die Künstlergewerkschaft Russlands veröffentlicht regelmäßig das Nachschlagewerk United Art Rating (vor 2012 „United Artists Rating“) und es erscheint seit 1999 als periodisches Nachschlagewerk, registriert als Massenmedium. Im Mai 2018 war der Stand 23 gedruckte Ausgaben, die Gesamtzahl der gedruckten Exemplare beträgt mehr als 90.000.[3][4] Die elektronische Version ist ebenfalls verfügbar.[5] Am 1. Januar 2016 umfasste United Art Rating die Namen, Lebensdaten und Bewertungskategorien von 58.965 Künstlern (Malern, Grafik- und Plakatkünstlern, Theaterdekorateuren, Batikmalern, Illustratoren, Filmanimatoren, Bildhauern, Juwelieren, Keramikern, Installationskünstlern etc.).
- Die Russische Gewerkschaft der Künstler verwaltet das Register der professionellen Künstler des Russischen Reiches, der UdSSR, der Russischen Föderation und der ehemaligen Sowjetrepubliken (mehr als 49.000 Künstler).[6]
- Die Gewerkschaft der Künstler Russlands arbeitet am Internet-Projekt „Greatest world artists of XVIII–XXI centuries“ (d. h. „Die größten Künstler der Welt des 18. bis 21. Jahrhunderts“)[7], das ungefähr 11.000 Künstler umfasst. Das Projekt umfasst Künstler aus Argentinien, Australien, Österreich, Belgien, Bolivien, Brasilien, Großbritannien, Bulgarien, Kanada, Kolumbien, Kuba, Tschechien, Deutschland, Griechenland, Ungarn, Israel, Italien, Mexiko, Neuseeland, Norwegen, Polen, Portugal, Rumänien, Russland mit den ehemaligen Sowjetrepubliken, Republiken des ehemaligen Jugoslawiens, USA, Finnland, Frankreich, Spanien, Schweiz, Schweden, Japan und einigen anderen Ländern, wie zum Beispiel Namibia, die in den obersten drei Kategorien des United Art Ratings fallen (dh 1, 1A, 1B, 2A, 2B, 3A und 3B).